# Ezel (keresztnév)
Az Ezel héber eredetű név, bibliai eredetű helynévből.

## Rokon nevek[forrás?]
- Ezékiel: héber eredetű, bibliai férfinév.
- Ezra: héber eredetű, bibliai férfinév.

## Gyakorisága
2020-ban nem szerepelt a 100 leggyakoribb férfinév listáján.

## Névnapok
- április 10.[1]

## A művészetben
- Ezel Bayraktar (az Ezel – Bosszú mindhalálig című török drámasorozat Kenan İmirzalıoğlu alakította főhőse)